# 米迪运河
米迪运河（法語：Canal du Midi，發音：[kanal dy midi]；奧克語： 發音：[ka'nal del mjɛdˈd͡ʒuɾ]），又意译作南运河（“Midi”在法语里有“南方”之意），原名朗格多克皇家运河（Canal royal de Languedoc），是法国南部一条连结加龙河与地中海的运河。是沟通地中海和大西洋比斯开湾间内陆水路系统的主要连接线。运河东起地中海港口城市，埃罗省的塞特港，西至上加龙省首府图卢兹附近与加龙河相接。整个航运水系涵盖了船闸、沟渠、桥梁、隧道等328个大小不等的人工建筑。运河建于1667年至1694年之间，是17世纪法国的重要工程。运河设计师是皮埃尔-保罗·里凯，他在设计上匠心独运，使运河与周边环境融为了一体，在技术上大胆创新，第一次在地下建筑中使用炸药，在贝济耶附近的岩石高地上开凿出一条长157米的隧道。1996年米迪运河被列入《世界遗产名录》。